# 55e régiment d'hélicoptères de la Garde
Pour les articles homonymes, voir 55e régiment.
Le 55e régiment d'hélicoptères de la Garde (en russe : 55-й гвардейский вертолётный полк), de son nom complet le 55e régiment indépendant d'hélicoptères de la Garde Sébastopolskaïa de l'ordre de Koutouzov (en russe : 55-й отдельный гвардейский вертолётный Севастопольский ордена Кутузова полк, abrégé en russe : 55 гв. овп) est un régiment aérien des forces aérospatiales russes (n° d'unité 35666).
Le régiment fait partie de la 4e armée aérienne du district militaire sud, basé à l'aérodrome de Korenovsk, dans le kraï de Krasnodar.

## Historique
L'histoire de l'unité remonte à la création du 807e régiment d'aviation d'assaut (ru) le 27 mars 1942. Le régiment fait partie de la 230e division d'aviation d'assaut (ru) tout au long de la Seconde Guerre mondiale. Après le conflit, l'unité rejoint sa nouvelle garnison, la ville de Brody.
En 1956, le régiment est réorganisé sous le nom de 807e régiment de chasseurs-bombardiers.
Le 55e régiment d'hélicoptères est créé le 20 juin 1961 par la réorganisation du 807e régiment d'aviation de chasseurs-bombardiers. À partir de 1981, le 55e régiment d'hélicoptères est stationné à Kołobrzeg en Pologne dans le cadre du groupement nord des forces armées soviétiques.
Le 11 mai 1992, le 55e régiment d'hélicoptères est transféré dans le district militaire du Caucase du Nord, rejoignant l'aérodrome de Korenovsk, dans le kraï de Krasnodar.
L'unité est engagée dans l'invasion russe de l'Ukraine à partir de février 2022. Le 9 mai 2023, par décret du Président de la fédération de Russie, le régiment reçoit le titre honorifique « de la Garde ».